# Mesosciera
Mesosciera là một chi bướm đêm thuộc họ Erebidae.